# Brixner Hütte
Die Brixner Hütte ist eine Schutzhütte der Sektion Brixen des Alpenvereins Südtirol (AVS) in den Pfunderer Bergen, einem Teil der Zillertaler Alpen in Südtirol. Sie befindet sich am Ende des Valler Tals auf der Pfannealm auf einer Höhe von 2307 m s.l.m. Die Hütte liegt am Pfunderer Höhenweg.

## Anstiege
Der übliche Anstieg erfolgt von Süden, durch das obere Valler Tal über das Almdorf Fane (1735 m) zunächst durch die Schramme, eine Klamm des Valler Bachs. Sodann geht es Richtung Norden über Wiesen hinauf zur Brixner Hütte.
Von Norden, vom Pfitscher Tal aus, ist die Hütte auch über das Sandjoch (2842 m) erreichbar.

## Tourenmöglichkeiten

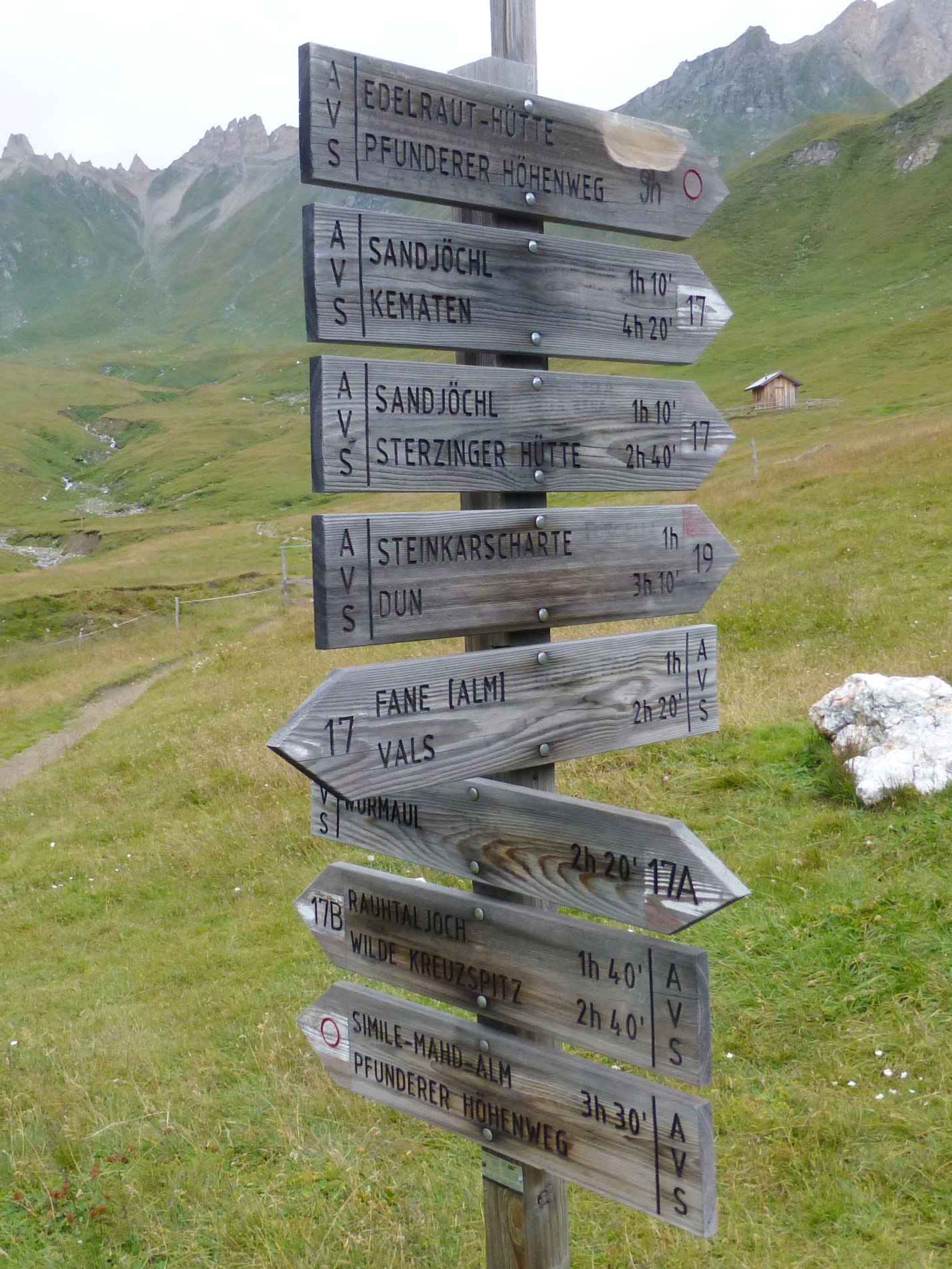
Wanderwegweiser an der Brixner Hütte, 2015

Die Hütte ist Ausgangspunkt für Besteigungen der Wilden Kreuzspitze (3132 m) und der Wurmaulspitze (3022 m).
Die nächstgelegenen Hütten auf dem Pfunderer Höhenweg sind die Sterzinger Hütte oder alternativ die Simile-Mahd-Alm im Westen und das Walter-Brenninger-Biwak oder die Edelrauthütte im Osten. Über die Steinkar- und Gliederscharte kann auch die Hochfeilerhütte von dieser Hütte erreicht werden.

## Geschichte
Ein Hüttenbau in diesem Gebiet wurde erstmals 1908 von dem Geologen Raimund von Klebelsberg angeregt. Kurz darauf erwarb die Sektion Brixen des Deutschen und Österreichischen Alpenvereins eine aufgelassene Jagdhütte, die zur ersten Schutzhütte an dieser Stelle umgebaut und am 18. Juli 1909 eröffnet wurde. Hierbei handelte es sich um eine kleine unbewirtschaftete Selbstversorgerhütte. 1911 wurde die Hütte erstmals erweitert. 1923 enteignete der Staat Italien das Gebäude und übergab es der Sektion Brixen des Club Alpino Italiano (CAI). Dieser betrieb das Schutzhaus bis zum Zweiten Weltkrieg, woraufhin es verfiel. Die neue, vom AVS erbaute Hütte wurde am 2. September 1973 eröffnet.